# Khối núi thượng nguồn sông Chảy
Khối núi thượng nguồn sông Chảy là khối núi nằm ở phía tây phường Hà Giang 1, ở thượng nguồn của sông Chảy. Đây là khối núi đá granit cổ nhất miền Bắc Việt Nam, được cấu tạo cách đây ít nhất 500 triệu năm. Đây cũng là khối núi đá granit lớn nhất miền Bắc Việt Nam, rộng đến 2.500 km².
Ở đây có các đỉnh núi cao nhất miền Đông Bắc Việt Nam. Đỉnh Tây Côn Lĩnh cao 2418 m. Đỉnh Kiều Liêu Ti cao 2402 mét. Ngoài ra, còn có nhiều đỉnh khác cao vào khoảng 2000 m. Dưới chân các đỉnh núi là bề mặt tương đối bằng, có độ cao từ 1100 đến 1300 m.
Khối núi thượng nguồn sông Chảy là nơi bắt nguồn của nhiều sông suối. Các dòng sông và suối chảy từ đỉnh đổ ra các phía xung quanh. Do khối núi bị chia cắt đột ngột với các vùng xung quanh, nên mặt sườn của nó có độ dốc lớn, làm cho các dòng sông và suối có nhiều ghềnh đá.